# 172425 Taliajacobi
172425 Taliajacobi è un asteroide areosecante. Scoperto nel 2003, presenta un'orbita caratterizzata da un semiasse maggiore pari a 2,3633063 UA e da un'eccentricità di 0,3583719, inclinata di 21,34312° rispetto all'eclittica.
L'asteroide, scoperto presso l'osservatorio Wise in Israele, è dedicato a Talia Jacobi, moglie dello scopritore.